# Kimmo
Kimmo er et drengenavn, der stammer fra finsk. Betydningen er ukendt. Navnet er sjældent forekommende i Danmark, idet der ifølge Danmarks Statistik var 21 personer med navnet pr. 1. januar 2010.

## Kendte personer med navnet
- Kimmo Kinnunen, finsk spydkaster